# James Callis
James Callis (* 4. června 1971) je britský herec. Jeho nejznámější role je Dr. Gaius Baltar v seriálu Battlestar Galactica.

## Život
Callis se narodil a vyrůstal v Londýně, kde navštěvoval Harrow School. Jeho rodiče vlastnili bed-and-breakfast. Callis je Žid, potomek imigrantů z Ruska a Polska. V roce 1990 studoval na University of York, kde byl členem Derwent College. Na univerzitě horlivě studoval herectví a režii. Občas se objevil i v produkci, kam ho dosadili přátelé z Cambridge University, včetně produkce Narozenin od Harolda Pintera. Na Yorku promoval v roce 1993.
Následovně šel Callis na London Academy of Music and Dramatic Art, na které promoval v roce 1996 a ve stejném roce dostal cenu Jack Tinker Award za jeho výkon v Old Wicked Songs.
V létě roku 2000 Callis dokončil svou první roli ve filmu, který se později objevil v kinech, a to Bridget Jones's Diary, spolu s Renée Zellweger & Hugh Grantem.
V roce 2003 dostal roli Doktora Gaiuse Baltara v minisérii Battlestar Galactica a s rolí pokračoval v seriálu, který následoval. V roce 2006 vyhrál cenu Saturn Award, Peabody Award a AFI award (všechno za Battlestar Galactica). Roku 2022 se objevil ve třech dílech seriálu Star Trek: Picard.

### Osobní život
Callis má dvě sestry. Žije v Londýně se ženou Nehou a jejich syny Joshuou a Sachou, kteří se narodili 2003 a 2005. Kromě herectví, režírování a psaní skládá hudbu a hraje na piano a kytaru.

## Filmografie (vybrané)
- One Night with the King (2006)
- Dead Cool (2004)
- Bridget Jones: The Edge of Reason (2004)
- Battlestar Galactica (2004) - Doctor Gaius Baltar
- Battlestar Galactica (2003) - Doctor Gaius Baltar
- Blue Dove (2003)
- Relic Hunter (2002)
- Victoria & Albert (2001)
- As If (2001)
- Bridget Jones's Diary (2001)
- Sex, Chips & Rock n' Roll (1999)
- Surety (1999)
- Heat of the Sun (1999)
- The Ruth Rendell Mysteries: Going Wrong (1998)
- Weekend Bird (1997)
- A Dance to the Music of Time (1997)
- Soldier Soldier (1996)
- Murder Most Horrid (1996)